# Denis Rodier
Denis Rodier (* 1963) ist ein franko-kanadischer Comiczeichner und Maler.

## Leben und Arbeit
Rodier, der sich überwiegend darauf konzentriert die Bleistiftzeichnungen anderer Künstler als sogenannter Inker mit Tusche zu überarbeiten, begann 1986 Jahren als hauptberuflicher Comiczeichner zu arbeiten. Seither hat er vor allem für große amerikanische Verlage wie DC-Comics, Marvel Comics und Milestone Media gearbeitet.
Zu den Serien, an denen Rodier vor allem als Tuschezeichner, in seltenen Fällen auch als Bleistiftzeichner (dann vor allem als Zeichner von Titelbildern), gearbeitet hat, zählen unter anderem Action Comics, Adventures of Superman, Challengers of the Unknown, The Demon, Hawkman, LEGION, New Gods und Wonder Woman. Zu den Zeichnern, deren Arbeiten Rodier als Tuschezeichner überarbeitet hat, zählen Kieron Dwyer, Steve Epting, Jackson Guice, Tom Grummett, Bob McLeod und Val Semeiks. Ein besonders häufiger künstlerischer Partner Rodiers war dabei der Kolorist Glenn Whitmore.
Als Maler hat Rodier Illustrationen für Publikationen wie das Newstime Magazine und Arzach Made in U.S.A sowie gemalte Titelbilder für Comics wie The Demon beigesteuert.
Darüber hinaus arbeitet Rodier, der in Quebec lebt, als Designer für Privatkunden wie Tony Levin (Peter Gabriel Band), Pat Mastelotto (King Crimson) und Suzanne Vega.